# Christian Zúñiga
Christian Zúñiga Yáñez (Lima, 27 de junio de 1975) es un exfutbolista peruano. Jugaba de centrocampista. Tiene 49 años.
Su hermano menor Ysrael Zúñiga es un exfutbolista.

## Trayectoria
Christian Zúñiga comenzó su carrera en Primera División en 1999 jugando por el FBC Melgar de Arequipa como centrocampista. Llegó ser Campeón de Copa Perú 2 veces seguidas (Copa Perú 2001 con Deportivo Bolito y Copa Perú 2002 con Atlético Universidad), entre 2008 al 2010 juega en la Universidad César Vallejo, jugando por Primera y única vez en el Norte del Perú.
En la Ciudad de Arequipa jugó con 2 clubes diferentes en Primera División: Atlético Universidad una vez (2003 al 2005) y FBC Melgar 3 veces (1999 al 2000, 2006 al 2007 y el 2011).

## Clubes como jugador
| Club                      | País | Año         | Part. | Goles | Asist. | Prom. |
| ------------------------- | ---- | ----------- | ----- | ----- | ------ | ----- |
| Mariscal Nieto            | Perú | 1993        | 10    | 6     | 4      | 0,6   |
| Coronel Bolognesi         | Perú | 1994        | 4     | 2     | 5      | 0,5   |
| FBC Aurora                | Perú | 1995        | 2     | 0     | 1      | 0,00  |
| Coronel Bolognesi         | Perú | 1995-1997   | 29    | 19    | 13     | 0,65  |
| Universitario De Puno     | Perú | 1997        | 5     | 2     | 4      | 0,4   |
| Coronel Bolognesi         | Perú | 1998        | 8     | 6     | 4      | 0,75  |
| FBC Melgar                | Perú | 1999-2000   | 76    | 8     | 9      | 0,78  |
| Atlético Universidad      | Perú | 2001        | 5     | 3     | 1      | 0,10  |
| Deportivo Bolito          | Perú | 2001        | 7     | 5     | 3      | 0,71  |
| Atlético Universidad      | Perú | 2002-2005   | 93    | 28    | 14     | 0,30  |
| Coronel Bolognesi FC      | Perú | 2006        | 17    | 2     | 1      | 0,11  |
| FBC Melgar                | Perú | 2006-2007   | 31    | 14    | 2      | 0,45  |
| Universidad César Vallejo | Perú | 2008-2010   | 89    | 10    | 10     | 0,11  |
| FBC Melgar                | Perú | 2011        | 16    | 1     | 2      | 0,06  |
| Total                     |      | 1993 - 2011 | 386   | 106   | 73     | 0,27  |

## Clubes como entrenador
| Club                            | País | Año           |
| ------------------------------- | ---- | ------------- |
| Nueva Esperanza de San Gregorio | Perú | 2012          |
| Deportivo Camaná                | Perú | 2012          |
| Sport José Granda               | Perú | 2012          |
| San Jacinto                     | Perú | 2015          |
| Unión Huarangal                 | Perú | 2015          |
| La Colina FC                    | Perú | 2016          |
| Futuro Majes                    | Perú | 2017          |
| Defensor Lima                   | Perú | 2018-presente |

## Clubes como Asistente Técnico
| Club              | País | Año  |
| ----------------- | ---- | ---- |
| Sportivo Cariocos | Perú | 2013 |

## Palmarés

### Como jugador

#### Campeonatos regionales
| Título                         | Club                 | País     | Año  |
| ------------------------------ | -------------------- | -------- | ---- |
| Liga Departamental de Tacna    | Coronel Bolognesi    | Tacna    | 1995 |
| Liga Departamental de Tacna    | Coronel Bolognesi    | Tacna    | 1996 |
| Liga Departamental de Tacna    | Coronel Bolognesi    | Tacna    | 1997 |
| Liga Departamental de Tacna    | Coronel Bolognesi    | Tacna    | 1998 |
| Liga Departamental de Arequipa | Atlético Universidad | Arequipa | 2001 |
| Liga Departamental de Arequipa | Atlético Universidad | Arequipa | 2002 |

#### Campeonatos nacionales
| Título    | Club                 | País | Sede  | Año  |
| --------- | -------------------- | ---- | ----- | ---- |
| Copa Perú | Deportivo Bolito     | Perú | Lima  | 2001 |
| Copa Perú | Atlético Universidad | Perú | Piura | 2002 |

### Como entrenador

#### Campeonatos regionales
| Título                         | Club              | Sede     | Año  |
| ------------------------------ | ----------------- | -------- | ---- |
| Liga Departamental de Arequipa | Sport José Granda | Arequipa | 2012 |
| Liga Departamental de Arequipa | La Colina FC      | Majes    | 2016 |